# Leben um Leben (film 1916)
Leben um Leben è un film muto del 1916 diretto da Richard Eichberg.

## Produzione
Il film fu prodotto dalla Richard Eichberg-Film GmbH.

## Distribuzione
In Germania, venne presentato al Union-Theater di Berlino il 22 aprile 1916. Il visto di censura BPZ.39035 del febbraio 1916 ne vietava la visione ai minori.